# Rotälven
Rotälven (även Rotnen) är en älv som är 73 kilometer lång och har sina källor i södra Härjedalen, närmare bestämt Övre Rotensjön och Nedre Rotensjön. Den mynnar ut i Österdalälven vid Rot, tre kilometer norr om Älvdalen. Avrinningsområdets storlek är 889 km². Älven och flera av dess biflöden rinner genom djupt skurna dalgångar. Älven är värdefull från sportfiske- och friluftslivssynpunkt. 
De viktigaste biflödena är från mynningen räknat Rymman (med Dyvran), Aspvasslan (med Navran), Rällan och Lånan.